# Pfarrkirche Pisweg

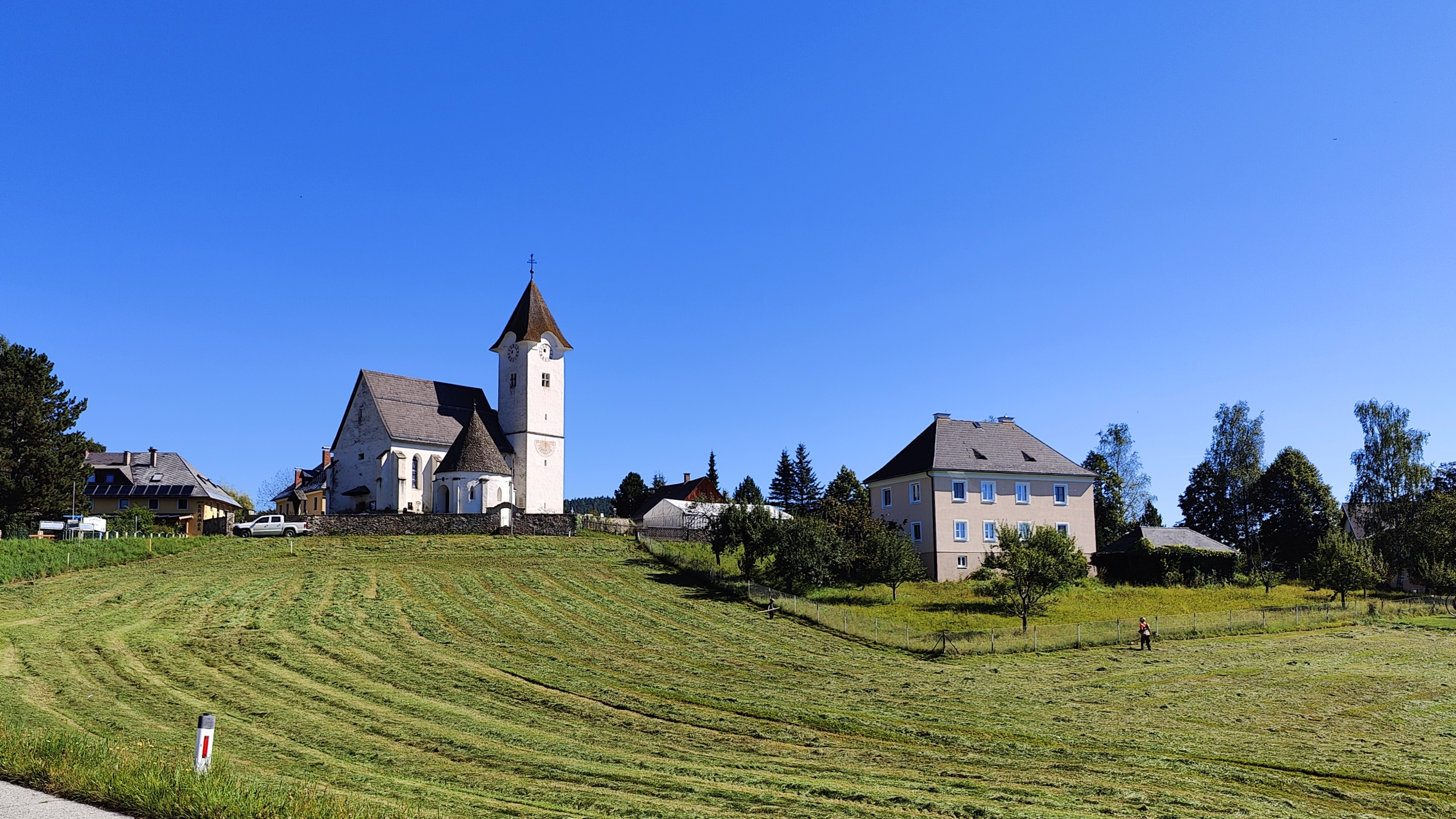
Katholische Pfarrkirche hl. Lambert in Pisweg

Die römisch-katholische Pfarrkirche Pisweg steht in der Ortschaft Pisweg der Marktgemeinde Gurk im Bezirk Sankt Veit an der Glan in Kärnten. Die dem Patrozinium des hl. Lambert von Lüttich unterstellte Pfarrkirche gehört zum Dekanat Gurk in der Diözese Gurk-Klagenfurt. Die Kirche steht unter Denkmalschutz (Listeneintrag).

## Geschichte
Urkundlich wurde 1164 eine Kirche genannt.
Die im Kern romanische und gotische Kirche wurde barockisiert.

## Architektur
Die Kirche steht mit einem freistehenden Karner innerhalb eines ummauerten Friedhofs.
Das Kirchenäußere zeigt ein Langhaus und einen eingezogenen Chor mit zweifach abgestuften Strebepfeilern. Der gotische Turm im südlichen Chorwinkel trägt einen achtseitig geschwungenen Biedermeier-Helm mit runden Uhrengiebeln.
Das Kircheninnere zeigt ein Langhaus unter einer spätgotischen Flachdecke, einen spitzbogigen Triumphbogen und einen polygonalen Chor unter einem Stichkappentonnengewölbe. Die Fenster mit Maßwerknasen sind erneuert.

## Einrichtung
Der barocke Hochaltar aus der Mitte des 17. Jahrhunderts zeigt eine Ädikula mit seitlichen Konsolfiguren auf einem kleinen Sockel mit einem geschnitzten Antependium um 1720, einen gesprengten Segmentgiebel mit einer kleinen Ädikula als Aufsatz und einfachem Knorpelwerk am Sockel und Gebälk. Die seitlichen Statuen zeigen die Heiligen Stephanus und Sebastian aus der Mitte des 17. Jahrhunderts, im Aufsatz eine Statue des hl. Lambert. Teile der Ornamentik und der Tabernakel entstanden im dritten Viertel im 18. Jahrhundert.